# Secteur primaire

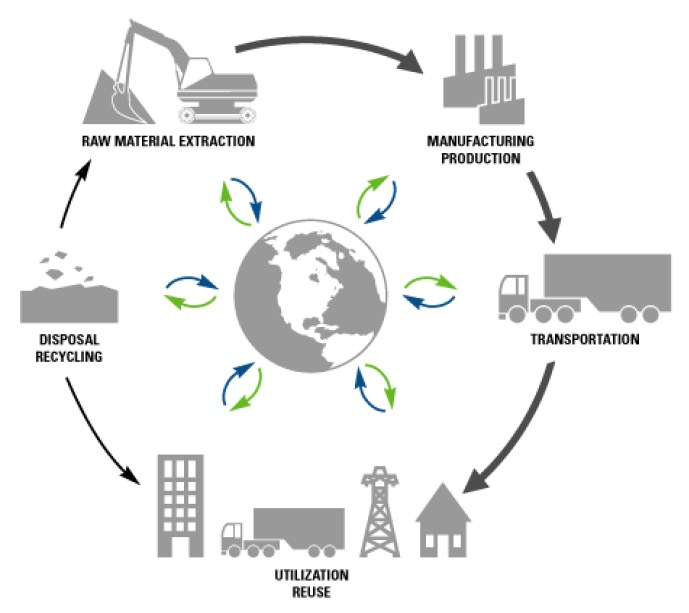
Cycle de vie d'un produit, avec le secteur primaire au départ

En économie, le secteur primaire est le premier secteur défini dans la loi des trois secteurs. Il est parmi les trois secteurs économiques définis dans la comptabilité nationale et regroupe les activités liées à l’exploitation de ressources naturelles : agriculture, sylviculture, pêche et activités minières. Le secteur primaire rassemble l'ensemble des activités qui produisent des matières premières non transformées.

## Industries primaires
(octobre 2017).
Améliorez-le ou discutez des points à vérifier. 
Le secteur primaire comprend l'agriculture, la pêche, l'exploitation forestière et l'exploitation minière. On désigne parfois les trois dernières par le terme « autres industries primaires ». Les industries primaires sont liées à l'extraction des ressources de la terre.
Selon Fortune, le secteur de l’extraction représenterait 27 % de l'économie mondiale comprenant notamment les activités relatives à l’énergie ou les minières. Les vingt plus gros négociants du secteur ont engrangé $191 milliards de profit entre 2003 et 2012.

### Agriculture

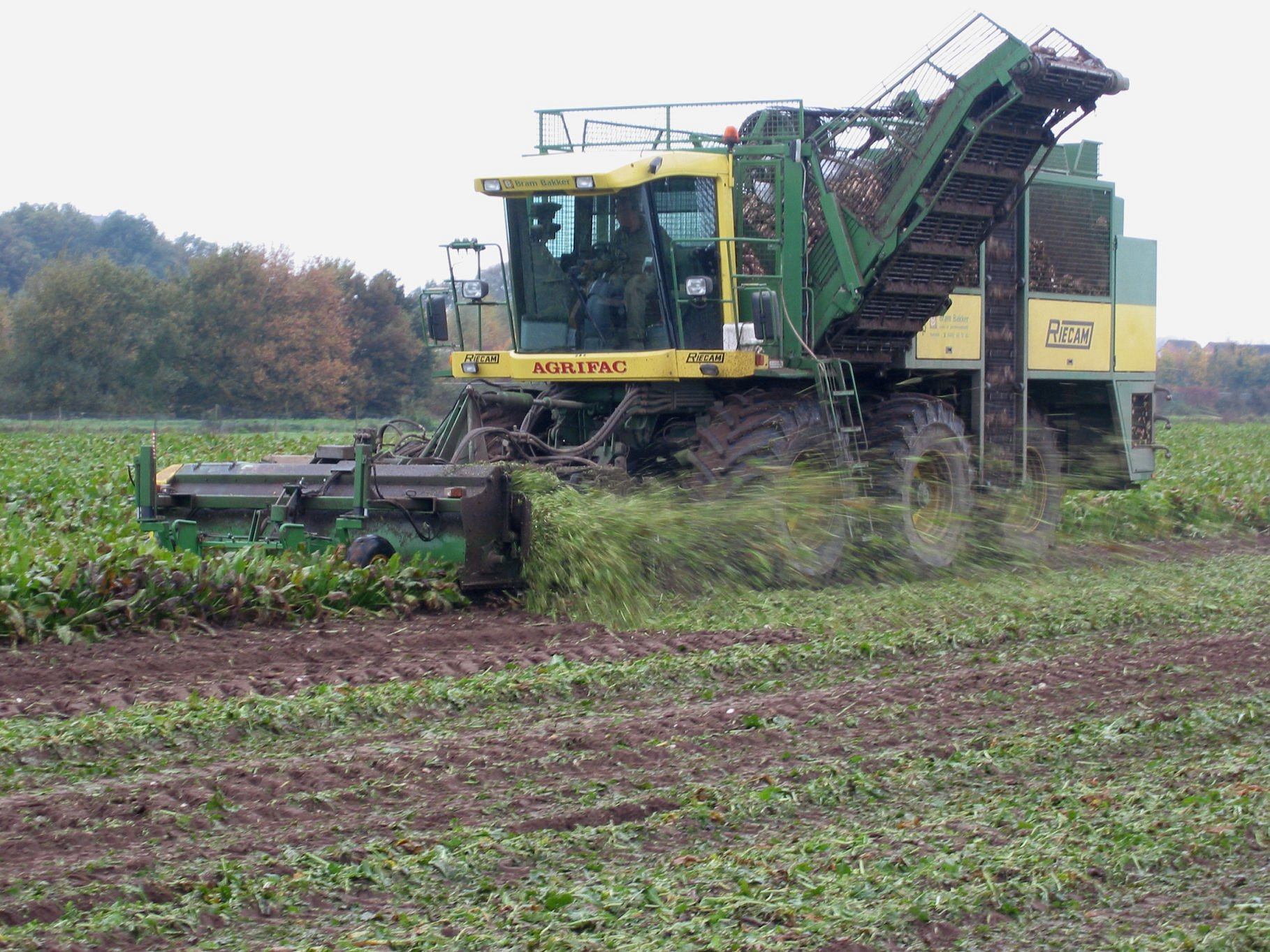
Agriculture

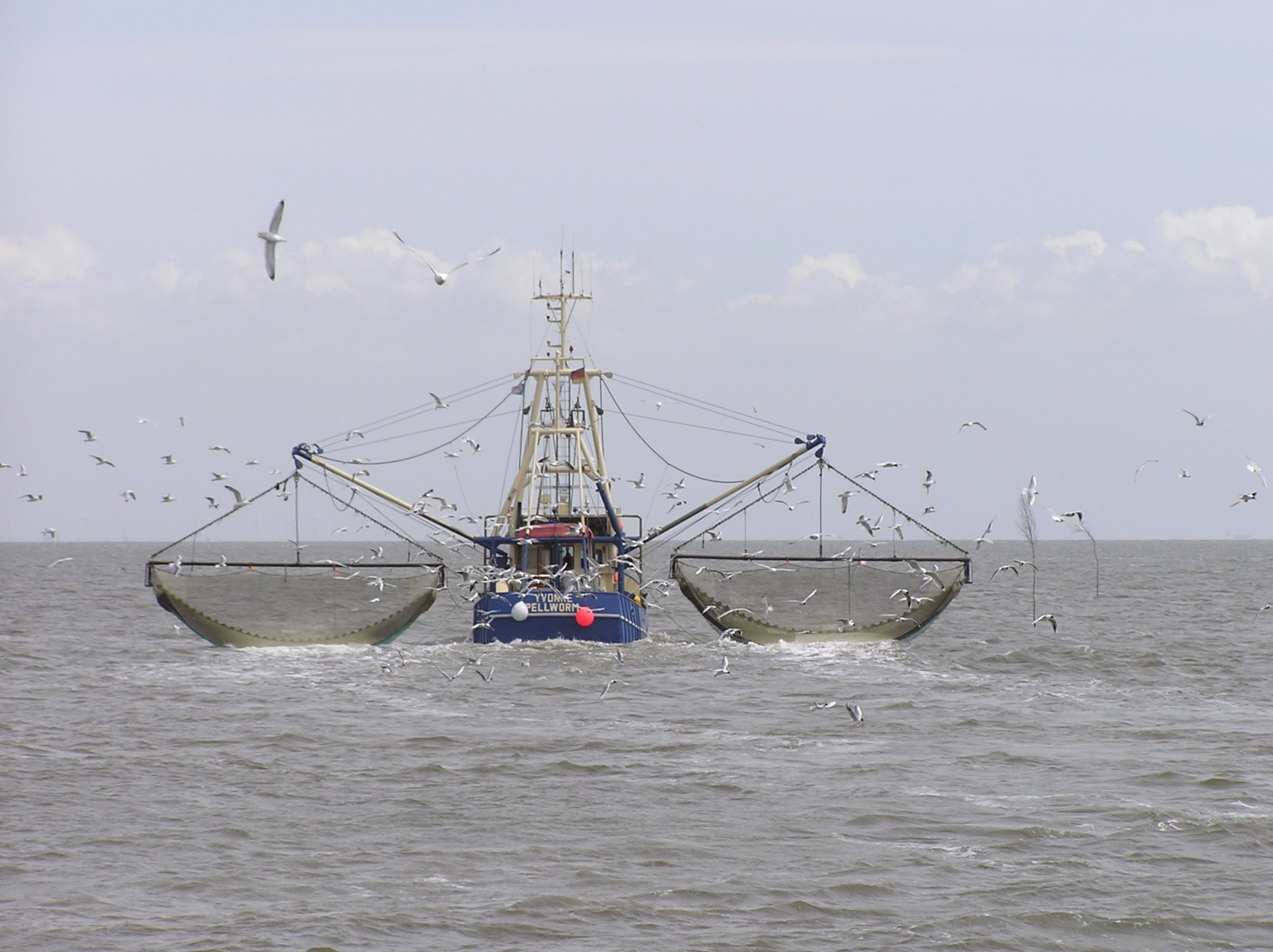
La pêche.

Carte montrant la portion agricole du PIB de chaque pays sur la période 1970-2008.

C'est un processus par lequel les gens aménagent leurs écosystèmes pour satisfaire les besoins de leurs sociétés. Elle désigne l’ensemble des savoir-faire et activités ayant pour objet la culture des terres, et, plus généralement, l’ensemble des travaux sur le milieu naturel (pas seulement terrestre) permettant de cultiver et prélever des êtres vivants (végétaux, animaux, voire champignons ou microbes) utiles à l’être humain.

#### En France
En 1700, il fallait environ trois heures pour produire un kilogramme de blé, d'où la malnutrition et les famines. À cette période, 80 % de la population active travaillait dans l'agriculture; en 1880, il fallait encore un peu plus d'une heure ; en 1950, 30 minutes. Aujourd'hui, environ une minute. Cela explique l'évolution de la part de l'agriculture : en 1995, l'agriculture représentait en France 6 % de part de la population active ayant un emploi, contre 40 % en 1913[réf. souhaitée]. En 2008, l'agriculture en France pesait 3,5 % du PIB (2008), soit 66,8 milliards d'euros. En 2012, elle ne serait plus que de 2 % du PIB français.

#### En Belgique
En 1846, les cultivateurs représentent encore 52 % de la population économiquement active :
- en 1880, 22 % ;
- en 1913, 16 % ;
- actuellement 2 %.

En 1846, intervient encore pour plus de 50 % dans le PNB :
- en 1880, 29 % ;
- en 1913, 15 % ;
- actuellement, 0,7 %.

#### En Europe
L'emploi dans le secteur agricole est en forte régression pour l'amont de la filière (agriculture) depuis plus d'un siècle, et dans l'UE27 il a encore diminué au XXIe siècle sous l'effet de l'industrialisation et de l'augmentation de la productivité ; selon Eurostat. Ceci correspond à la perte de 3,7 millions d’emplois à temps plein en 10 ans. L'emploi a ainsi baissé de 17 % dans l’UE152 et de 31 % dans les 12 États-membres (NEM122) ayant rejoint l’UE en 2004 et en 2007. En 2009, le secteur de l’agriculture employait dans l’UE27 l’équivalent de 11,2 millions de personnes travaillant à temps plein, dont 5,4 millions dans l’UE15 et 5,8 millions dans les NEM12. Dans le même temps (2000 → 2009), le revenu réel moyen par actif a augmenté de 5 % (il a même doublé en Lettonie, Estonie et Pologne) de 2000 à 2009.

#### Dans le monde
En 2011, la production agricole mondiale était estimée à 4 949 milliards, soit 6,2 % de l'économie mondiale.

### Mines

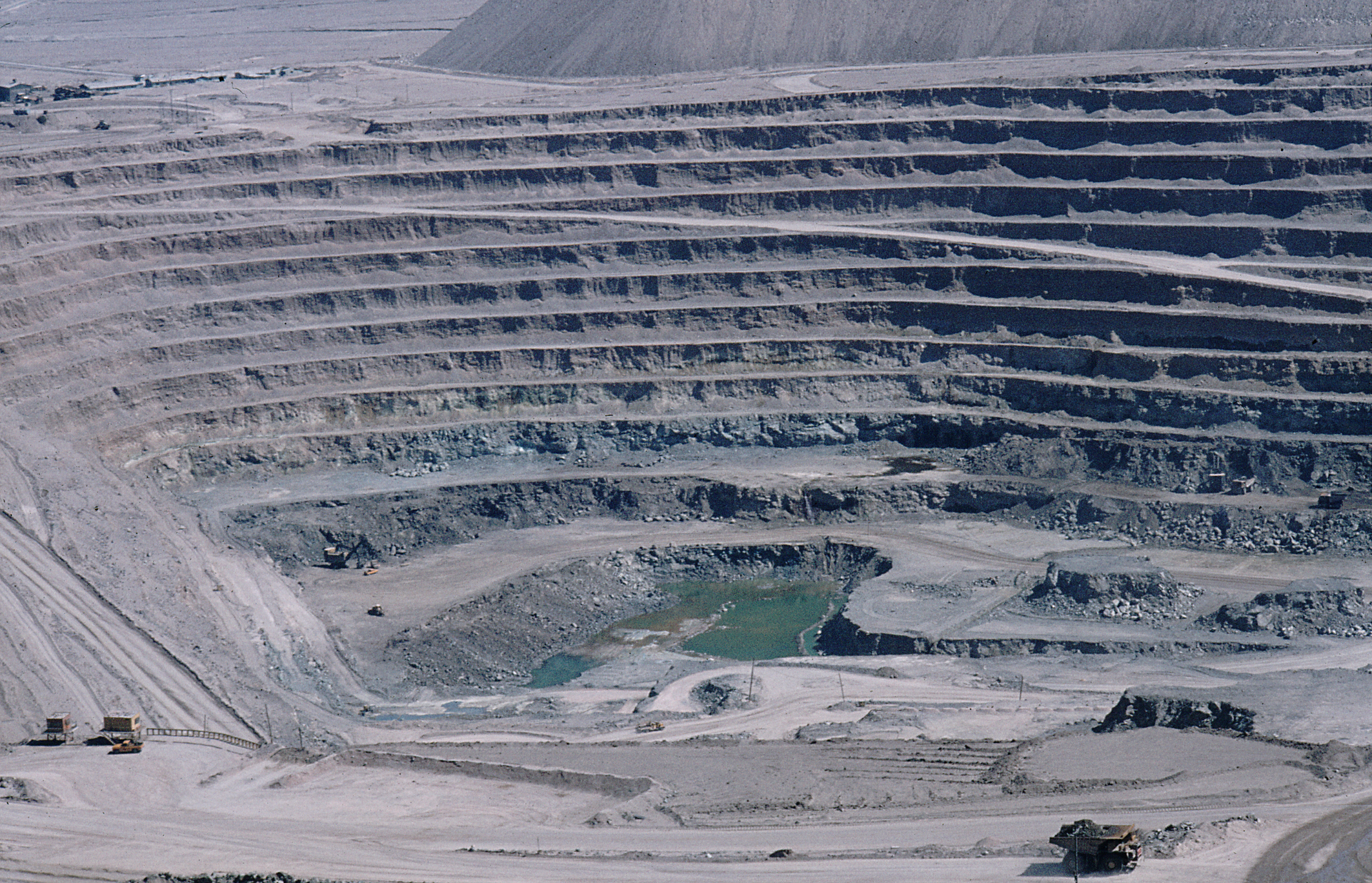
Une mine à ciel ouvert au Chili.

Dans le secteur primaire, la section des mines est définie comme l'exploitation de différents roches ou minéraux.